# 1993–1994-es szlovák labdarúgó-bajnokság (első osztály)
Az 1993–1994-es szlovák nemzeti labdarúgó-bajnokság első osztálya, tizenkét csapat részvételével rajtolt. Ez volt az első bajnoki szezonja Szlovákiának. A történelmi első bajnokságot, az ŠK Slovan Bratislava nyerte, míg a liga első gólkirálya, Pavol Dina lett, az FK DAC 1904 Dunajská Streda játékosa.

## Végeredmény

### Felsőház
| #  | Csapat              | M  | GY | D  | V  | LG–KG | GK  | P  | Megjegyzések                          |
| -- | ------------------- | -- | -- | -- | -- | ----- | --- | -- | ------------------------------------- |
| 1. | Slovan Bratislava   | 32 | 20 | 10 | 2  | 63–28 | +35 | 50 | 1994–1995-ös UEFA-kupa – Második kör  |
| 2. | Inter Bratislava    | 32 | 18 | 4  | 10 | 65–45 | +20 | 40 | 1994–1995-ös UEFA-kupa – Selejtezőkör |
| 3. | DAC Dunajska Streda | 32 | 13 | 10 | 9  | 62–47 | +15 | 36 |                                       |
| 4. | Tatran Presov       | 32 | 10 | 14 | 8  | 47–43 | +4  | 34 |                                       |
| 5. | SK Žilina           | 32 | 11 | 11 | 10 | 50–42 | +8  | 33 |                                       |
| 6. | 1. FC Košice        | 32 | 8  | 11 | 13 | 35–54 | –19 | 27 |                                       |

### Alsóház
| #   | Csapat                | M  | GY | D  | V  | LG–KG | GK  | P  | Megjegyzések |
| --- | --------------------- | -- | -- | -- | -- | ----- | --- | -- | ------------ |
| 7.  | Spartak Trnava        | 32 | 8  | 12 | 12 | 25–32 | –7  | 28 |              |
| 8.  | Lokomotiva Košice     | 32 | 7  | 14 | 11 | 30–47 | –17 | 28 |              |
| 9.  | Dukla Banska Bystrica | 32 | 9  | 9  | 14 | 31–43 | –12 | 27 |              |
| 10. | Chemlon Humenné       | 32 | 7  | 13 | 12 | 31–43 | –12 | 27 |              |
| 11. | Banik Prievidza       | 32 | 9  | 9  | 14 | 34–42 | –8  | 27 |              |
| 12. | Nitra                 | 32 | 12 | 3  | 17 | 39–46 | –7  | 27 |              |

### Góllövő lista
| Helyezés | Játékos         | Klub                        | Gólok száma |
| -------- | --------------- | --------------------------- | ----------- |
| 1        | Pavol Diňa      | DAC Dunajska Streda         | 19          |
| 2        | Martin Obšitník | Inter Bratislava            | 14          |
| 2        | Radványi Miklós | FK DAC 1904 Dunajská Streda | 14          |
| 4        | Ľubomír Zuziak  | ŠK Žilina                   | 13          |
| 4        | Ivan Šefčík     | ŠK Žilina                   | 13          |